# Джим Джонс
Джеймс Воррен «Джим» Джонс (англ. James Warren "Jim" Jones; 13 травня 1931, Крит, Індіана, США — 18 листопада 1978, Гаяна) — американський проповідник, засновник тоталітарної секти «Храм Народів», послідовники якої скоїли у 1978 році масове самогубство.

## Життєпис

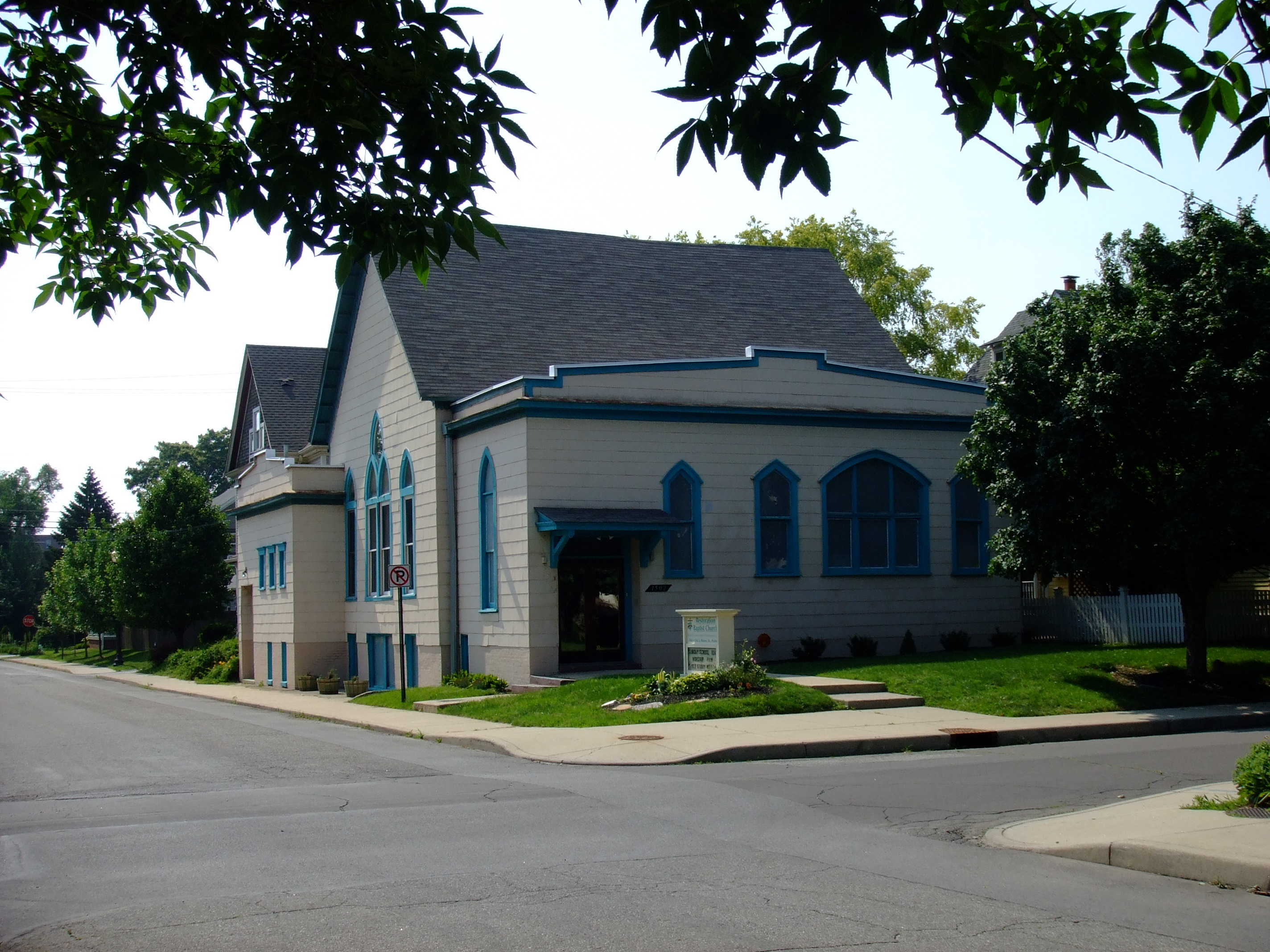
Перша церква Джонса в Індіані

### Ранні роки
Джим Воррен Джонс народився 13 травня 1931 року в селі Крит штат Індіана у сім'ї Джеймса Турмана Джонса (1887—1951), ветерана Першої світової війни, та Лінетті Патнем (1902—1977). У 1934 році, під час Великої депресії, сім'я Джонс переїхала до містечка Лінн. Після розлучення батьків Джим Джонс переїхав з матір'ю у місто Ричмонд, штат Індіана. У грудні 1948 року з відзнакою закінчив Вищу школу Ричмонда. Своїм вихованням він зобов'язаний головним чином матері, яка скептично ставилася до інституту церкви, але вірила в духів, і зуміла частково прищепити цю віру Джонсу. Не меншу роль у вихованні Джонса зіграли його сусіди — представники церкви п'ятидесятників. Джим Джонс з дитинства виявляв інтерес до релігії.
У 1949 році Джим Джонс одружився з медсестрою Марселіною Болдвін (1927—1978), та переїхав у місто Блумінґтон, штат Індіана. Через два роки Джим Джонс переїхав до Індіанаполіса, де навчався у вечірній школі при Батлерівському університеті. У 1951 році Джонс почав відвідувати збори Комуністичної партії США в Індіанаполісі.

### Проповідник
З 1954 року він почав проповідувати на вулицях Індіанаполіса за «Збори Господні» («Assemblies of God»), найбільшу конфесію протестантів п'ятидесятників у США. Однак, попри те, що його проповіді залучали нових членів до церкви, адміністративна рада церкви відчула у ньому загрозу через його слова про рівність чорношкірих і білих людей. Як наслідок, Джонс вирішив організувати власну церкву, в якій не було б відмінностей між людьми за расовою або соціальною ознакою.

### Храм народів
4 квітня 1955 року Джонс разом з низкою своїх прихильників заснував «Послідовників Христа» («Disciples of Christ»), яку через рік перейменував в «Храм народів». У 1960 році у «Храм народів» став офіційним членом «Церкви Христа» в Індіанаполісі, а Джонсом був прийнятий у сан священника. Основною ідеологією секти «Храм народів» був «апостольний соціалізм». Джонс залучав людей у секту безоплатними їдальнями, дитячими садками, допомогою в медичному обслуговуванні. Сам Джонс стверджував, що він є реінкарнацією Ісуса, Будди і Леніна.
У грудні 1963 року Джим Джонс повернувся з Бразилії. Джонс заявив своїм прихильникам, що мав «видіння», і «Храму» потрібно переїхати, оскільки наближається ядерна війна, яка розпочнеться 15 липня 1967 року, і весь світ буде знищений, а ті, що вижили, почнуть жити у соціалістичному раю. Так у 1965 році «Храм народів» переїжджає в Редвуд Веллі, у Каліфорнії. З Джонсом переїхало 140 його послідовників. У Каліфорнії чисельність «Храму» почала зростати.
На початку 1970-х років Джонс остаточно зрікся Біблії, він почав висміювати традиційне християнство, яке нібито намагається виправдати білих чоловіків, які намагаються поневолити жінок та кольорових людей. Джонс випустив буклет «The Letter Killeth», де порівняв любов з соціалізмом, та критикував Біблію. У цей час відділення «Храму народів» відкрилися в Сан-Франциско та ще кількох містах. У «Храмі народів» було 9 будинків для людей похилого віку, 6 дитячих шкіл та госпісів на 3000 місць. Щомісячне видання «Храму народів» мало наклад 30 тис. примірників. Джонс працював в міському муніципалітеті, мав широкі зв'язки, зустрічався з губернатором Каліфорнії, віцепрезидентом та першою леді США.
До цього часу Джонс вже був одружений з Марселіно Джонс і мав під опікою не тільки власних, а й кілька прийомних дітей. Свою сім'ю він називав «веселкова сім'я» («rainbow family»), через те, що прийомні діти розрізнялися за расовою та етнічною ознаками. Його дружина у всьому йому допомагала, всіляко підтримувала і залишалася з ним до кінця.

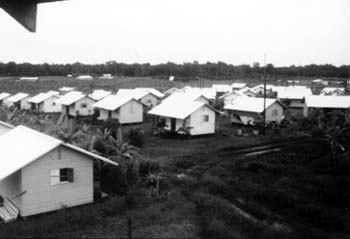
Джонстаун

### У Гаяні
У 1974 році кілька членів «Храму народів» взяли в оренду ділянку в джунглях Гаяни й заснували поселення, яке назвали Джонстаун, назване так на честь очільника організації. У 1977 році в Джонстаун переїхав і Джим Джонс, разом з 900 послідовниками секти. Мешканці поселення переважно займалися сільським господарством, а вечорами ходили на зібрання.
Після переїзду до Гаяни, країни з відмінним від каліфорнійського кліматом, здоров'я засновника «Храму народів» помітно погіршився. Він став приймати лікарські засоби, такі як фенобарбітал. Часто був непрацездатний, періодично виявлялися проблеми з мовою, з'явилися манії. Але він продовжував залишатися главою громади, всі жителі ставилися до нього з любов'ю і повагою, називали його «Батько». Ймовірно, що через вищезгадані ліки у Джонса розвивалася параноя, всюди бачачи зрадників, він закликав усіх не таїти нічого від нього як від керівника, всюди бачив зраду.
Через певний час в поселення доставили зброю, що була таємно відправлена з церкви Джонса в США. Серед цієї зброї була і рушниця, з котрої пізніше застрелили одного з конгресменів США Лео Раяна, що прибув до Джонстауна з бажанням дізнатись правду про поселення.

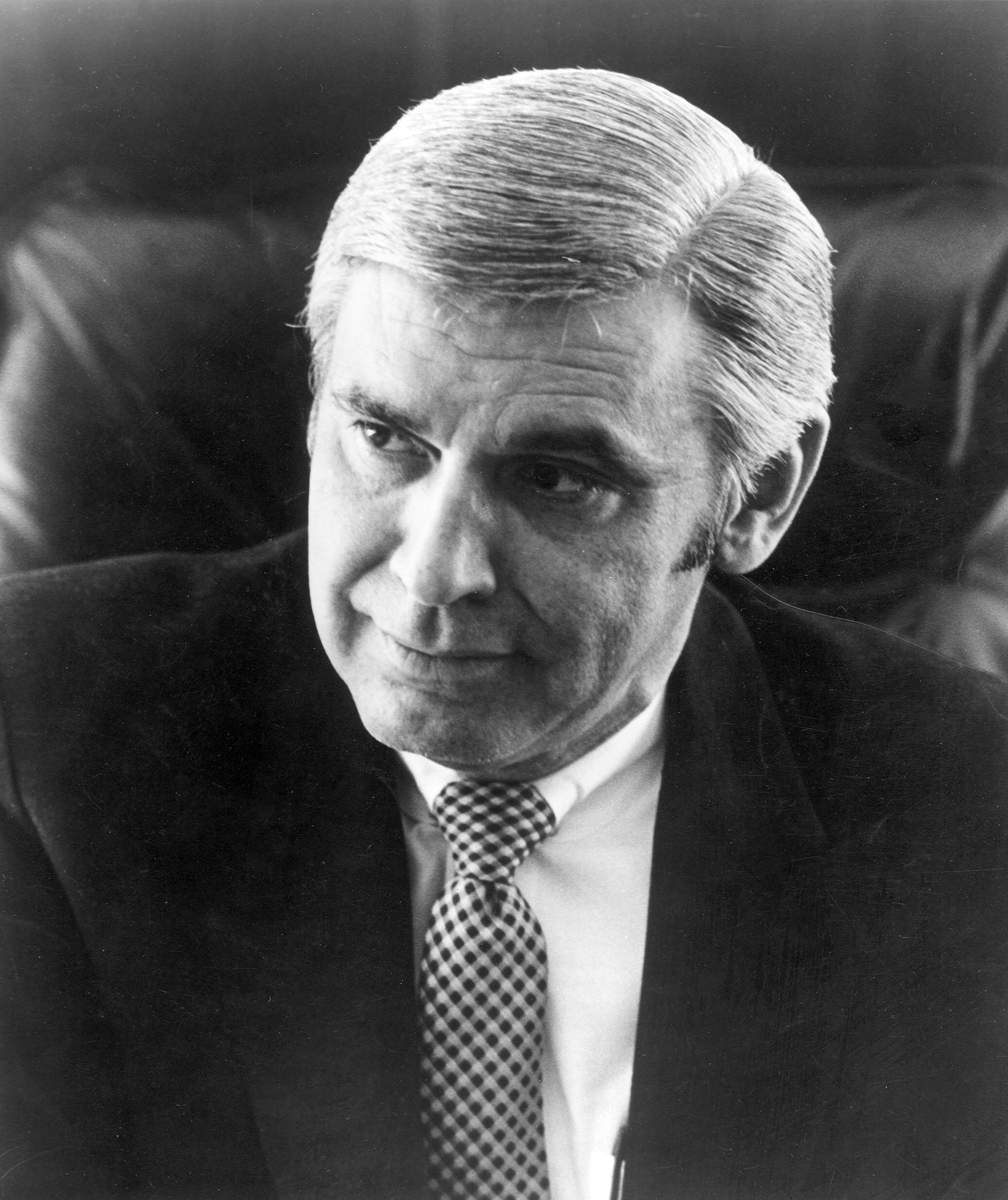
Лео Раян

### Радянський слід
У Гаяні Джонс почав налагоджувати зв'язки з радянським посольством, плануючи переїзд своєї громади в СРСР. Він регулярно висловлював симпатії Радянському Союзу. Свою боротьбу за рівні права людей він називав «апостольським соціалізмом». Заснування поселення в Гаяні він пояснював тим, що це країна соціалістичної орієнтації.

### Трагедія
17 листопада 1978 року конгресмен Лео Раян вирушив до Джонстауна, для того, щоб з'ясувати звинувачення секти в насильному утриманні людей. Під час його візиту кілька членів «Храму» вирішили поїхати разом з Лео Раяном у США. 18 листопада вони вирушили з конгресменом до місцевого аеропорту, де «охорона» секти відкрила по них вогонь, та вбила одного «втікача», сенатора, й кілька журналістів.
За офіційною версією, 18 листопада 1978 року, після збройного інциденту та загибелі конгресмена, Джонс зібрав всіх мешканців Джонстауна і в результаті проповіді переконав більшість з них провести «революційний акт самогубства», прийнявши отруту. Внаслідок цієї акції загинуло 918 осіб, в тому числі 276 дітей. Врятувалися близько 80 осіб: хтось не прийшов на збори, хтось просто вирішив покинути табір.
Сам Джонс пізніше був знайдений мертвим з кульовим пораненням в голову. Офіційний розтин, проведений у грудні 1978 року, підтвердив, що Джонс скоїв самогубство.
Дружина Джонса Марцеліна також наклала на себе руки, випивши ціанід калій. Син Джонсов Стівен уникнув долі батьків. Його у цей час не було в громаді. Він був разом з іншими членами баскетбольної команди в Джорджтауні.

### Психопатія
Джим Джонс не раз заявляв, що є реінкарнацією Ісуса, Будди і Леніна, відкрито проголошуючи себе «оракулом і медіумом для безтілесних істот з іншої галактики».

## У масовій культурі
- У 1980 в США вийшов телефільм «Гаянська трагедія: Історія Джима Джонса», головну роль в якому зіграв Пауерс Бут.
- У 1984 році група «Manowar» присвятила трагедії в Гаяні пісню «Guiana — Cult of the Damned».
- У 2007 році в Канаді вийшов документальний фільм «Джонставн: Втрачений рай[en]» (англ. Jonestown: Paradise Lost), головну роль в якому зіграв Рік Робертс.
- У 2011 році російський блек-метал гурт «Demons of Guillotine» присвятив дві пісні під назвами «909» та «Преподобний Джим» зі свого альбому «Час серпа» подіям, пов'язаним з діяльністю Джонса.
- У 2019 році гурт «SKYND» присвятив Джонсу пісню під назвою «Jim Jones».